# Jeanne de Hainaut
Jeanne de Hainaut, née vers 1315 et morte en 1374, duchesse de Juliers et comtesse de Cambridge, est la fille de Guillaume Ier de Hainaut et de Jeanne de Valois.

## Mariage et descendance
En 1334, Jeanne épouse Guillaume V (1315-1362), duc de Juliers. Ils eurent six enfants :
- Gérard VI de Juliers († en 1360), comte de Ravensberg et de Berg ;
- Guillaume VI de Juliers († en 1393), successeur de son père en 1361 ;
- Richardis de Juliers, mariée en 1330 à Othon IV, duc de Basse-Bavière († en 1334), puis en 1354 à Englebert, comte de La Marck (1333-1391) ;
- Isabelle de Juliers († en 1411), mariée à Jean, comte de Kent (1330-1352), puis en 1360 à Eustache d'Abrichecourt († en 1372) ;
- Jeanne de Juliers († en 1367), mariée en 1352 à Guillaume d'Isenburg, comte de Wied († en 1383) ;
- Philippa de Juliers († en 1390), mariée en 1357 à Godefroy, seigneur de Heinsberg († en 1395).